# Білоруська селянсько-робітнича громада

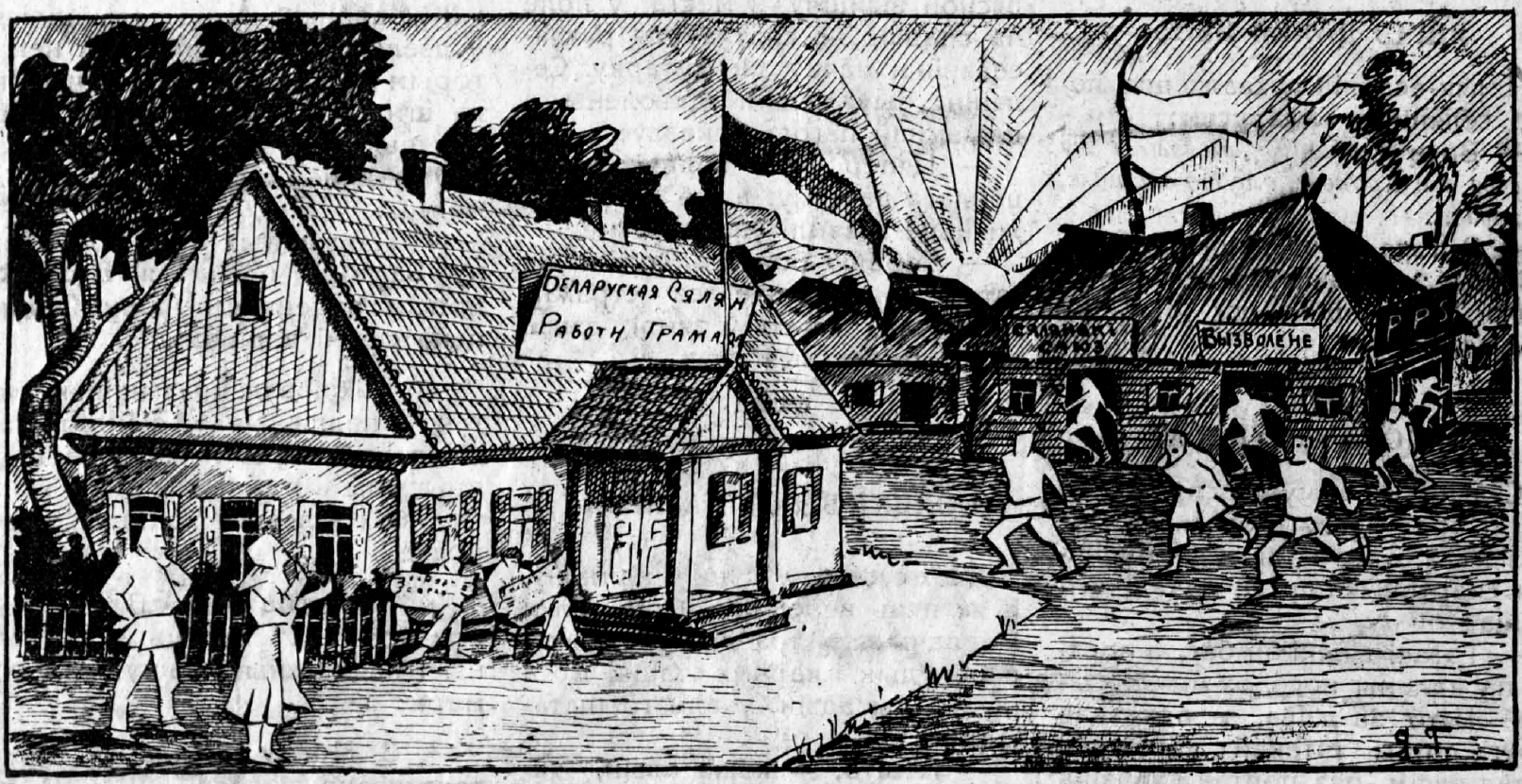
Зображення з журналу Маланка №13, 1926. Селяни тікають з ППС, Визволення, Селянської Спілки і вступають в БКРГ.

Білоруська селянсько-робітнича громада (біл. Беларуская сялянска-работніцкая грамада) — білоруська політична партія на території міжвоєнної Польщі, в західній Білорусі. Виступала за державний суверенітет та незалежність Білорусі. Разом з національно-визвольною програмою мала і вимоги соціального характеру. Вважається однією з наймасовіших політичних партій в історії країни.

## Діяльність
БСРГ була створена у 1925 році групою білоруських депутатів у польському Сеймі. Засновниками виступили Броніслав Тарашкевич, Симон Рак-Михайловський, Павло Волошин.
Основними програмними пунктами створеної партії були:
- введення демократичного самоврядування;
- введення восьмигодинного робочого дня;
- надання широких громадянських прав білоруській мові;
- скасування практики польської колонізації в Західній Білорусі;
- конфіскація панських земель та безкоштовна роздача їх безземельним та малоземельним селянам.

Однією з основних задач було об'єднання усіх етнічних білоруських земель в межах однієї держави.
З часу заснування партія розгорнула активну діяльність, налагодила випуск періодичних видань. За станом на листопад 1926 року партія нараховувала у своїх лавах вже близько 120 тисяч чоловік. Разом з ідеями національного визволення, велика увага приділялася соціальним питанням, захисту прав робітників та селян. У зв'язку з цим у Польщі вона розглядалася, як прорадянська партія. Своєю чергою, СРСР робив спроби взяти діяльність БСРГ під свій контроль, аби надати білоруському національно-визвольному рухові Польщі ще й класове забарвлення.
Польська влада швидко ліквідувала партію під приводом боротьби з комунізмом і не дала їй можливості розвинутися у реальну політичну силу. У грудні 1927 року відбулися перші масові арешти керівництва і активу партії. Депутати парламентської фракції від БСРГ були позбавлені депутатської недоторканості, арештовані і через рік засудженні до каторги. Через декілька років польська влада обміняла керівництво Громади на польських в'язнів у СРСР. Активісти партії були розстріляні в СРСР як «польські шпигуни».